# Friedrich Paschen (Physiker)

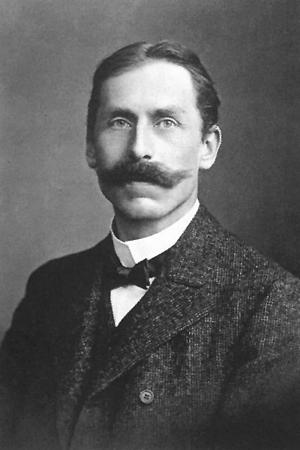
Friedrich Paschen

Louis Carl Heinrich Friedrich Paschen (* 22. Januar 1865 in Schwerin; † 25. Februar 1947 in Potsdam) war ein deutscher Physiker, der 1912 gemeinsam mit Ernst Back den Paschen-Back-Effekt entdeckte. Von 1924 bis 1933 war er Präsident der Physikalisch-Technischen Reichsanstalt in Berlin.

## Leben
Friedrich Paschen wurde geboren als Sohn des preußischen Majors Friedrich Johann Paschen (1833–1900) und dessen Ehefrau, der Gutsbesitzertochter Emma, geborene Bencard (1845–1938). Die jüngste Schwester seines Vaters, Adele Henriette Dorothea Caroline Paschen (* 1848) hatte 1867 den Astronomen Wilhelm Foerster geheiratet.
Paschen studierte von 1884 bis 1888 an den Universitäten von Berlin und Straßburg, wo er 1888 bei August Kundt mit der Schrift Über die zum Funkenübergang in Luft, Wasserstoff und Kohlensäure bei verschiedenen Drucken erforderliche Potentialdifferenz promoviert wurde. Anschließend war er als Assistent bei Johann Wilhelm Hittorf an der damaligen Akademie in Münster sowie als Assistent Heinrich Kaysers und als Privatdozent an der Technischen Hochschule Hannover tätig. 1901 wurde er ordentlicher Professor an der Universität Tübingen. Schon in seiner Dissertation stellte Paschen das nach ihm benannte Gesetz über Gasentladungen auf und arbeitete entscheidend an der experimentellen Bestätigung des Strahlungsgesetzes von Max Planck mit.
Unter seiner Leitung wurde Tübingen ein Zentrum spektroskopischer Forschung. Die Erforschung der Spektrallinien und ihr serienweiser Aufbau lieferte die Basis für den Einblick in das inneratomare Geschehen. Er führte Wellenlängenmessungen der Spektrallinien des Wasserstoffs und Heliums durch und entdeckte 1912 mit Ernst Back den nach ihnen benannten in starken magnetischen Feldern auftretenden Paschen-Back-Effekt. Paschen entwickelte und konstruierte Galvanometer und Quadrantenelektrometer. Unter seinen akademischen Schülern aus der Tübinger Zeit befindet sich der spätere Professor an der Universität Frankfurt Karl Wilhelm Meissner.
Im Jahr 1914 wurde er zum Mitglied der Leopoldina gewählt. 1918 wurde er korrespondierendes Mitglied der Göttinger Akademie der Wissenschaften und 1922 der Bayerischen Akademie der Wissenschaften. 1925 wurde er als ordentliches Mitglied in die Preußische Akademie der Wissenschaften aufgenommen. 1928 wurde er in die American Academy of Arts and Sciences gewählt.

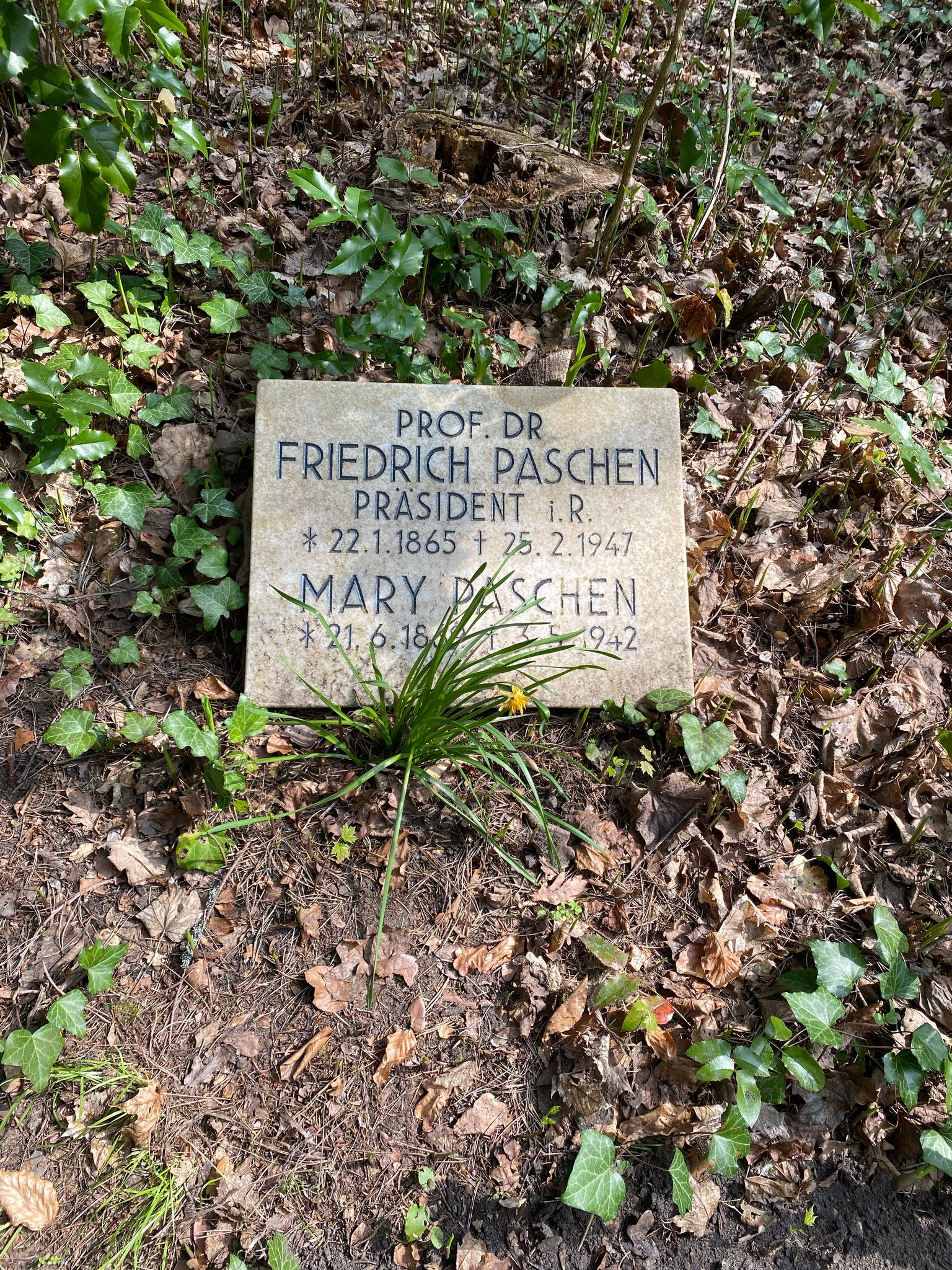
Grabstätte auf dem Südwestkirchhof Stahnsdorf

Ab 1924 war Friedrich Paschen Präsident der von Werner von Siemens und Hermann von Helmholtz ins Leben gerufenen Physikalisch-Technischen Reichsanstalt, der heutigen Physikalisch-Technischen Bundesanstalt, deren Aufgabe die Ausführung wissenschaftlicher Untersuchungen physikalischer Art, welche einen größeren Aufwand fordern, als der Regel nach durch Privatpersonen und durch Laboratorien der höheren Unterrichtsanstalten beschafft werden können; Prüfung und Sicherung der Eigenschaften von Materialien, aus welchen Apparate und Messungsmittel hergestellt werden; Prüfung und Sicherung der Gleichförmigkeit und Normalität von konstruktiven Hilfsmitteln und Konstruktionsteilen; Prüfung und Beglaubigung von physikalischen Messwerkzeugen und Teilen derselben, wie sie in weitestem Umfang für die vorerwähnten Zwecke dienen war.
Nachdem Paschen am 8. März 1933 die Freudenfeier zur Machtergreifung der Nazis in der Reichsanstalt durch das Einholen der Hakenkreuzfahne beendet hatte, wurde am 1. Mai 1933, gegen den Rat aller Fachvertreter, der Nationalsozialist und Nobelpreisträger Johannes Stark in das Präsidentenamt eingesetzt.
Friedrich Paschen lehrte bis zu seinem Tod als Honorarprofessor an der Berliner Universität. Er verstarb am 25. Februar 1947 in Potsdam. Paschens Grab befindet sich auf dem Südwestkirchhof Stahnsdorf, Block Charlottenburg.
Sein Assistent von 1920 bis 1924 (und Schwiegersohn) war Hermann Schüler.
1970 wurde der Mondkrater Paschen nach ihm benannt.

## Familie
Paschen heiratete 1901 Margarete (Mary) Lehnen (1869–1942). Ihre gemeinsame Tochter Emma Henriette (1897–1975) war mit dem Experimentalphysiker Hermann Schüler (1894–1964) verheiratet. Sein Großvater war der Geodät und Astronom Friedrich Paschen, sein Onkel der Admiral Karl Paschen.